# Wim Tehupeiory
Willem Karel (Wim) Tehupeiory (Ema, 1883 - Batavia, 1946) was een arts in Nederlands-Indië.
Tehupeiory werd geboren op het eiland Ambon. Hij volgde met zijn broer Johan een opleiding aan de School tot Opleiding van Inlandsche Artsen (Stovia) in Batavia. Ze studeerden in 1902 af. Hij werd dokter in onder meer de gevangenis en het ziekenhuis van Medan. In 1907 trokken de broers naar Nederland, waar ze geneeskunde studeerden aan de Universiteit van Amsterdam. Anderhalf jaar later studeerden ze af. Johan overleed niet veel later door een noodlottig ongeval.
In 1909, inmiddels getrouwd met Anna Ommering, keerde Tehupeiory terug naar Nederlands-Indië. Hij richtte er de Vereeniging Ambonsch Studiefonds op, bedoeld om jonge Ambonezen te kunnen laten studeren. Hij was ook oprichter van een beroepsvereniging voor inlandse artsen. Hij werd Europees geneesheer bij de tinwinning in Blinjoe, op het eiland Banka (1910-1916). In 1910 werd hij tot Nederlander genaturaliseerd.
Van 1916 tot 1922 woonde Tehupeiroy met zijn gezin in Nederland. Ook daar bleef hij betrokken bij de Ambonese belangen. Hij was er bestuurslid van de culturele vereniging Mudato en pleitte in 1919 op een congres in Den Haag voor uitbouw van de Stovia tot een Nederlands-Indische universiteit.
In 1922 ging Tehupeiory wegens financiële omstandigheden terug naar Batavia, waar hij zich vestigde als huisarts. Hij had daarnaast diverse nevenactiviteiten en was onder meer betrokken bij Commissie van Toezicht van de Stovia en was in 1928 medeoprichter van het Moluks Politiek Verbond (MPV). Hij overleed in 1946 in Batavia.

## Boek
In 2001 ontdekte de journalist Herman Keppy op een zolder in Alkmaar twee koffers met foto's en persoonlijke papieren van Tehupeiory. Het inspireerde hem tot het schrijven van de roman Tussen Ambon en Amsterdam. Keppy heeft de papieren overgedragen aan het Internationaal Instituut voor Sociale Geschiedenis.